# Стенлі Ватерлоо
Стенлі Ватерлоо (англ. Stanley Waterloo; нар. 21 травня 1846, Сент-Клер — пом. 11 жовтня 1913, Чикаго) — американський журналіст, власник і редактор газети, автор наукової та художньої літератури.

## Біографія
11 лютого 1874 року був одружений з Анною Шарлоттою Кіттон англ. Anna Charlotte Kitton. Навчався в Університеті Мічигану. Згідно з одним джерелом інформації пишеться, що він закінчив його в 1869 році, згідно з іншим — він не закінчив університет. Одного разу, Ватерлоо домовився про зустріч у Вест-Пойнті, але не зміг прийти, оскільки отримав травму. За однією з версій його вдарив кінь під час тренування. Зростаючи в сільській місцевості, Стенлі полюбляв відпочивати на природі. Разом із цим описував природу у своїй творчості, за що досяг великої слави. Крім цього був лісником штату Іллінойс.
До 1870 року Ватерлоо перебував у Чикаго, куди він пішов вивчати право, але кинув навчання й натомість почав свою журналістську кар'єру. У 1871 році, після великої чиказької пожежі, він переїхав до Сент-Луїсу, штат Міссурі, і придбав частку власності в Evening Journal. Впродовж десяти років працював у газетах Missouri Republican, St. Louis Chronicle і St. Louis Globe-Democrat. Коли Ватерлоо був редактором газети Chronicle, з'явилася редакційна стаття з критикою про місцевого суддю. Суддя пригрозив Ватерлоо, і були побоювання, що погроза буде з фізичним насильством. Проте Ватерлоо це не спинило. Крім цього, з'ясувалося, що статтю було написано про іншого суддю. Потім він переїхав до Сент-Пола, де видавав газету під назвою The Day. Потім він повернувся до Чикаго і працював редактором у Chicago Tribune. Це тривало зо півтора десятка років, і протягом цього часу він двічі був президентом Чиказького пресклубу. Після цього займався лише літературою. 1913 року помер від пневмонії
Його перший роман, Чоловік і жінка, за пів року було розпродано з тиражем понад 100 000 примірників. Його роботи добре були відомі в Англії, і він був одним із перших американських авторів, творчість якого там добре продавалися. За його найвідомішим романом, Історія Еба: Повість про час печерної людини, було видано повість Джека Лондона, «До Адама», яка була настільки схожа на роман Ватерлоо, що Стенлі звинуватив Джека у плагіаті. Джек Лондон це заперечив, пояснюючи, що його розповідь мала характер коментаря до роботи Ватерлоо.

## Творчість
- Як це виглядає (How It Looks) (1888)
- Чоловік і жінка (A Man and a Woman) (1892)
- Дивна ситуація (An Odd Situation) (1893)
- Справжні гроші: Розкриття справи «Монети» (Honest Money: «Coin's» Fallacies Exposed) (1895) з Вільямом Хоуп Гарві
- Відомі американські чоловіки й жінки (Famous American Men and Women) (1896) з Джоном Веслі Хенсоном мол.
- Історія Еба: Повість про час печерної людини (The Story of Ab: A Tale of the Time of the Cave Man) (1897)
- Армагеддон: Історія кохання, війни та винаходів (Armageddon: A Tale of Love, war, and Invention) (1898)
- Довге завивання вовка (The Wolf's Long Howl) (1899)
- Запуск людини (The Launching of a Man) (1899)
- Шукачі (The Seekers) (1900)
- Це мої скарби (These Are My Jewels) (1902)
- Історія дивної кар'єри: Автобіографія каторжника (The Story of a Strange Career: Being the Autobiography of a Convict) (1902)
- Син віків: Реінкарнації та пригоди Скара (A Son of the Ages: The Reincarnations and Adventures of Scar, the Link) (1914)